# Wildhaus-Alt Sankt Johann
Wildhaus-Alt Sankt Johann (toponimo tedesco; ufficialmente Wildhaus-Alt St. Johann) è un comune svizzero di 2 667 abitanti del Canton San Gallo, nel distretto del Toggenburgo. È stato istituito il 1º gennaio 2010 con la fusione dei comuni soppressi di Alt Sankt Johann e Wildhaus; capoluogo comunale è Alt Sankt Johann.